# Andrea I Muzaka
Andrea I Muzaka, Ndrea Muzaka (sau Andrei Musachi, n. secolul al XIII-lea – d. 1319) a fost un prinț albanez din familia Muzaka și conducător al Principatului Berat.

## Viață
Andrea Muzaka a provenit din familia nobilă Muzaka, care era o familie bogată din sudul Albaniei. În 1279, ruda sa Gjon Muzaka, ca aliat al împăratului bizantin Mihail al VIII-lea Paleologul, a luptat împotriva eforturilor expansioniste ale regelui Carol I, care în 1272 a fondat Regnum Albaniae („Regatul Albaniei”) în 1272 în jurul importantului oraș-port Durrës (Dyrrhachion). Andrea Muzaka a ajuns de facto vasal al lui Carol, care i-a acordat titlul de „Mareșal al Albaniei”. 
După ce oștenii  lui Anjou au fost expulzați în mare parte din Albania (în 1281) de către o coaliție de bizantini și forțe locale albaneze, Andrea Muzaka a stabilit o guvernare teritorială independentă de facto, care a inclus mai târziu zona Myzeqe la vest de Berat, între râurile Devoll și Vjosa. Deoarece a avut titlul de la înaltă curte bizantină de sebastocrator, se pare că a fost recunoscut oficial de împăratul Andronic al II-lea Paleologul ca guvernator al Albaniei Centrale. În alianță cu bizantinii, Muzaka a rezistat și sârbilor care, sub conducerea regelui Ștefan Uroș al II-lea Milutin, au atacat Albania din nord. Din 1335, nepotul său Andrea al II-lea Muzaka a extins semnificativ domnia familiei în Albania Centrală.

## Urmași
Andrea I Muzaka a avut doi fii:
Teodor I Muzaka⁠(d), protosebastos care a trăit la sfârșitul secolului al XIII-lea / începutul secolului al XIV-lea, (poreclit Păr lung).

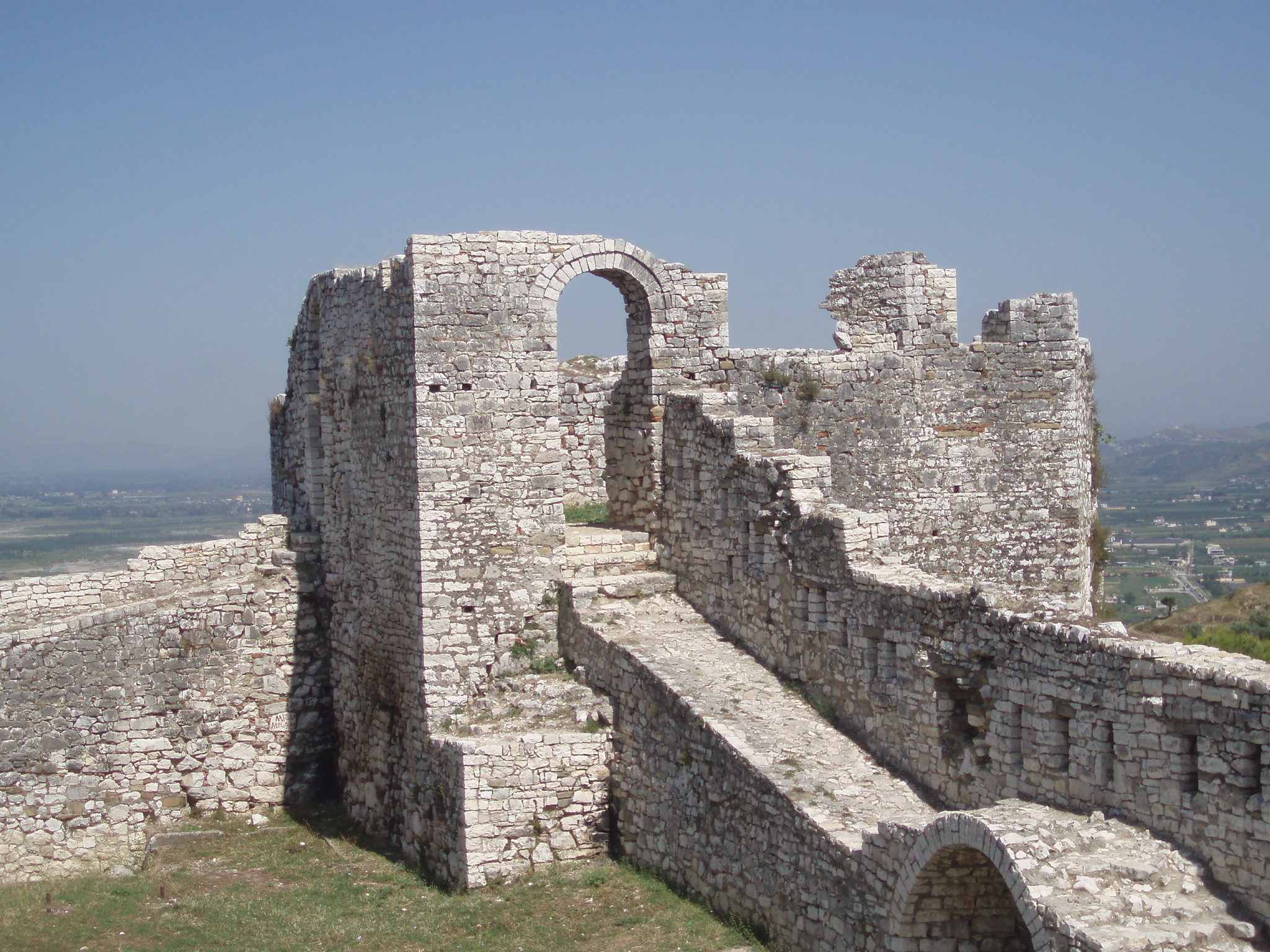
Castelul Berat a servit drept capitală a familiei Muzaka

Mentulo sau Matarango, conte de Clissania.